# 大久保薫
大久保 薫（おおくぼ かおる、1972年12月24日 - ）は、日本の作曲家、編曲家、キーボーディスト。大阪府出身。POPHOLIC所属。

## 人物
自宅でピアノ教室を開いていた父親から3歳の時にピアノを教わる。プリンスを聴いて音楽に目覚め浪速高校を中退。音楽専門学校への進学のため関東に拠点を移動する。以降、SISTA、WILD PEACHでの活動を経て、現在は主にアニメソングや声優の楽曲提供や、ハロー!プロジェクト関連のアイドルの楽曲のアレンジを中心に活躍している。
テレビアニメ『魔法先生ネギま!』の主題歌「ハッピー☆マテリアル」の全ての編曲を手掛けたことで有名。数多くのアニソンの作曲・編曲を手掛けて作編曲家としての地位を確立し、一時は「アニソンの神様」（その他「アニソン神」「大久保神」）とまで呼ばれた。2007年、TVアニメ『School Days』で初めてアニメの劇伴音楽を担当した。また、この年に編曲した「夢をかなえてドラえもん」に至っては大ヒットし、小田急電鉄登戸駅の入線メロディーにまでなっている。それ以降は比較的アニメソング業界での活動よりも他ジャンルのアーティストの編曲を手掛けることが多くなった。
ピアノやシンセサイザーなどの鍵盤楽器を使用した演奏を得意としているが、近年ではストリングスアレンジも数多く手掛けている。『sola』、『アイドルマスター XENOGLOSSIA』、『School Days』などのように、ピアノやストリングスをミックスしたような楽曲を手掛けることも多く、特徴のある美麗な間奏や前奏は人気を呼び「大久保節」と呼ばれている。

## ソロ・プロジェクト
キミョウ ナ カンケイ（奇妙•＜＞•関係）
2020年8月から始動。大久保が、今までに無かった2組のアーティストの“奇妙な関係”をプロデュース。ストーリーと作詞は大森靖子、ミュージック・ビデオのイラストは青柳カヲルが務めている。
- 第1弾楽曲「AIandI feat.ゆある × 大森靖子 × 大久保 薫」（2020年8月14日）
- 第2弾楽曲「少年の可動域 feat. 志麻 × ゆある」（2020年10月5日）
- 第3弾楽曲「BRUH LOVE feat. 道重さゆみ × ゆある」（2023年1月20日）

2023年1月20日、「BRUH LOVE feat. 道重さゆみ × ゆある」のミュージック・ビデオ公開と同時に、これまでミュージック・ビデオのみの公開だった2曲を含めた全3曲が各音楽配信サービスで配信開始された。

## 参加ユニット
- SISTA - KAORU（大久保薫）とURAN（うらん）（後のCooRieのrino）の男女二人組R&Bユニット。1999年「Mellow」を発表[3][4]。
- WILD PEACH

## 提供作品

### ハロー!プロジェクト関連
安倍なつみ
- 「Too far away 〜女のこころ〜」（編曲）
- 「日曜日 What's Going On?」（編曲）

アンジュルム / スマイレージ
- 「有頂天LOVE」（編曲・プログラミング・キーボード）
- 「チュッ! 夏パ〜ティ」（編曲）
- 「ブギートレイン'11」（編曲）
- 「プリーズ ミニスカ ポストウーマン!」（編曲・プログラミング・キーボード）
- 「手を握って歩きたい」（編曲）
- 「スマイレージシングルス 激アツリミックス」（編曲）
- 「ドットビキニ」（編曲・プログラミング・キーボード）
- 「好きよ、純情反抗期。」（編曲・プログラミング・キーボード）
- 「寒いね。」（編曲・プログラミング・キーボード）
- 「旅立ちの春が来た」（編曲・プログラミング・キーボード）
- 「新・日本のすすめ!」（編曲・プログラミング・キーボード）
- 「天真爛漫」（編曲・プログラミング・キーボード）
- 「私の心」（編曲・プログラミング・キーボード）
- 「ヤッタルチャン」（編曲・プログラミング・キーボード）
- 「「良い奴」」（編曲）
- 「嗚呼 すすきの」（編曲）
- 「糸島Distance」（編曲・プログラミング・キーボード）
- 「赤いイヤホン」（編曲・プログラミング・キーボード）
- 「SHAKA SHAKA #2 LOVE カラフルライフ編」（編曲）
- 「愛・魔性」（編曲）
- 「美々たる一撃」（作曲・編曲）（作曲は星部ショウと共同）

OCHA NORMA
- 「ウチらの地元は地球じゃん!」（編曲）
- 「オチャノマ マホロバ イコイノバ〜昭和も令和もワッチャワチャ〜」（編曲）
- 「ウットーシー!」（編曲）
- 「黙ってついてこい!」（編曲）

カントリー・ガールズ
- 「夏色のパレット」（編曲）

GAM
- 「メロディーズ」（編曲・プログラミング）
- 「LU LU LU」（編曲・プログラミング）

℃-ute
- 「ENDLESS LOVE 〜I Love You More〜」（編曲・プログラミング）
- 「3番ホーム 3両目」（編曲・プログラミング・キーボード）
- 「EVERYDAY 絶好調!!」（編曲・プログラミング・キーボード）
- 「FARAWAY」（編曲・プログラミング・キーボード）
- 「幸せの途中」（編曲・プログラミング・キーボード）
- 「悲しき雨降り」（編曲・プログラミング・キーボード）
- 「夢幻クライマックス」（編曲・プログラミング・キーボード）
- 「全部終わった帰り道」（編曲・プログラミング・キーボード）

後藤真希
- 「DAYBREAK」（編曲・プログラミング）

こぶしファクトリー
- 「きっと私は」（編曲）

Juice=Juice
- 「イジワルしないで 抱きしめてよ」（編曲・プログラミング・キーボード）
- 「愛・愛・傘」（編曲・プログラミング・キーボード）
- 「Next is you!」（編曲・キーボード）
- 「如雨露」（編曲）
- 「Fiesta! Fiesta!」（編曲）
- 「Never Never Surrender」（編曲）

タンポポ#
- 「赤いスイートピー」（編曲・プログラミング）

つばきファクトリー
- 「独り占め」（編曲・プログラミング・キーボード）
- 「Just Try!」（編曲・プログラミング・キーボード）
- 「意識高い乙女のジレンマ」（編曲）
- 「約束・連絡・記念日」（編曲）
- 「アイドル天職音頭」（編曲）

ドリームモーニング娘。
- 「恋人のような顔をして…」（編曲・プログラミング・キーボード）
- 「青空がいつまでも続くような未来であれ! (2012ドリムス。Ver.)」（編曲）

野中美希
- 「Swing Town」（編曲）

HELLO KITTY
- 「Hello! 生まれた意味がきっとある」（編曲）

ハロプロ・オールスターズ
- 「YEAH YEAH YEAH」（編曲・プログラミング・キーボード）

ハロプロ研修生
- 「彼女になりたいっ!!!」（編曲・キーボード）
- 「おへその国からこんにちは」（編曲・キーボード）
- 「表参道A5」（編曲）

美勇伝
- 「愛すクリ〜ムとMyプリン」（編曲）

BEYOOOOONDS
- 「眼鏡の男の子」（編曲）
- 「Go Waist」（編曲）
- 「恋愛奉行」（編曲）
- 「激辛LOVE」（編曲）
- 「灰toダイヤモンド」（編曲・プログラミング・キーボード）
- 「あゝ君に転生」（作曲・編曲）

雨ノ森 川海
- 「GIRL ZONE」（編曲）
- 「循環」（編曲）

Berryz工房
- 「愛のスキスキ指数 上昇中」（編曲・プログラミング）
- 「付き合ってるのに片思い」（編曲・プログラミング）
- 「Ah Merry-go-round」（編曲・プログラミング・キーボード）
- 「青春バスガイド」（編曲・プログラミング）
- 「ヒロインになろうか!」（編曲・プログラミング・キーボード）
- 「Because happiness」（編曲・プログラミング・キーボード）
- 「cha cha SING」（編曲・プログラミング・キーボード）

Berryz工房 × ℃-ute
- 「超HAPPY SONG」（編曲・プログラミング・キーボード）

Buono!
- 「れでぃぱんさぁ」（編曲・プログラミング・キーボード）

真野恵里菜
- 「Love & Peace = パラダイス」（編曲）
- 「ハロー! エスパー! ハロー!」（編曲）
- 「21世紀的恋愛事情」（編曲）
- 「ゼンブダイスキ」（編曲・キーボード）

モーニング娘。
- 「無色透明なままで」（編曲・プログラミング）
- 「どうにもとまらない」（編曲・プログラミング）
- 「わたしの青い鳥」（編曲・プログラミング）
- 「泣いちゃうかも」（編曲・プログラミング・キーボード）
- 「雨の降らない星では愛せないだろう?」（湯浅公一と共編曲・共プログラミング）
- 「グルグルJUMP」（編曲・プログラミング）
- 「世界は二人のために」（編曲・プログラミング）
- 「なんちゃって恋愛」（編曲・プログラミング・キーボード）
- 「気まぐれプリンセス」（編曲・プログラミング・キーボード）
- 「元気ピカッピカッ!」（編曲・プログラミング・キーボード）
- 「あの日に戻りたい」（編曲・プログラミング・キーボード）
- 「雨の降らない星では愛せないだろう?（中国語Ver.）」（湯浅公一と共編曲・共プログラミング）
- 「青春コレクション」（編曲・プログラミング・キーボード）
- 「愛され過ぎることはないのよ」（編曲・プログラミング・キーボード）
- 「Fantasyが始まる」（編曲・プログラミング・キーボード）
- 「もっと愛してほしいの」（編曲・プログラミング・キーボード）
- 「Only you」（編曲・プログラミング・キーボード）
- 「彼と一緒にお店がしたい!」（編曲・プログラミング・キーボード）
- 「Give me 愛」（編曲・プログラミング・キーボード）
- 「シルバーの腕時計」（編曲・プログラミング・キーボード）
- 「好きだな君が」（編曲・プログラミング・キーボード）
- 「OK YEAH!」（編曲・プログラミング・キーボード）
- 「悲しき恋のメロディー」（編曲・プログラミング・キーボード）
- 「笑顔に涙 〜THANK YOU! DEAR MY FRIENDS〜」（編曲・プログラミング・キーボード）
- 「One・Two・Three」（編曲・プログラミング・キーボード）
- 「青春ど真ん中」（編曲・プログラミング・キーボード）
- 「Be Alive」（編曲・プログラミング・キーボード）
- 「ラララのピピピ」（編曲・プログラミング・キーボード）
- 「ドッカ〜ン カプリッチオ」（編曲・プログラミング・キーボード）
- 「ワクテカ Take a chance」（編曲・プログラミング・キーボード）
- 「Help me!!」（編曲・プログラミング・キーボード）
- 「Happy大作戦」（編曲・プログラミング・キーボード）
- 「哀愁ロマンティック」（編曲・プログラミング・キーボード）
- 「大好きだから絶対に許さない」（編曲・プログラミング・キーボード）
- 「ブレインストーミング」（編曲・プログラミング・キーボード）
- 「A B C D E-cha E-cha したい」（編曲・プログラミング・キーボード）
- 「Rockの定義」（編曲・プログラミング・キーボード）
- 「わがまま 気のまま 愛のジョーク」（編曲・プログラミング・キーボード）
- 「愛の軍団」（編曲・プログラミング・キーボード）
- 「坊や」（編曲・プログラミング・キーボード）
- 「恋愛レボリューション21 (updated)」（編曲・プログラミング・キーボード）
- 「ザ☆ピ〜ス! (updated)」（編曲・プログラミング・キーボード）
- 「歩いてる (updated)」（編曲・プログラミング・キーボード）
- 「One・Two・Three (updated)」（編曲・プログラミング・キーボード）
- 「ワクテカ Take a chance (updated)」（編曲・プログラミング・キーボード）
- 「Help me!! (updated)」（編曲・プログラミング・キーボード）
- 「ブレインストーミング (updated)」（編曲・プログラミング・キーボード）
- 「ウルフボーイ」（編曲・プログラミング・キーボード）

モーニング娘。'14
- 「笑顔の君は太陽さ」（編曲・プログラミング・キーボード）
- 「君の代わりは居やしない」（編曲・プログラミング・キーボード）
- 「What is LOVE?」（編曲・プログラミング・キーボード）
- 「時空を超え 宇宙を超え」（編曲・プログラミング・キーボード）
- 「Password is {\displaystyle \scriptstyle \emptyset }」（編曲・プログラミング・キーボード）
- 「TIKI BUN」（編曲・プログラミング・キーボード）
- 「TIKI BUN (Album Version)」（編曲・プログラミング・キーボード）
- 「私は私なんだ」（編曲・プログラミング・キーボード）
- 「笑えない話」（編曲・プログラミング・キーボード）
- 「大人になれば 大人になれる」（編曲・プログラミング・キーボード）

モーニング娘。'15
- 「イマココカラ」（編曲・プログラミング・キーボード）
- 「Oh my wish!」（編曲・キーボード）
- 「冷たい風と片思い」（編曲・プログラミング・キーボード）

モーニング娘。'16
- 「The Vision」（編曲・プログラミング・キーボード）
- 「Tokyoという片隅」（編曲・プログラミング・キーボード）
- 「セクシーキャットの演説」（編曲・プログラミング・キーボード）

モーニング娘。'17
- 「ジェラシー ジェラシー」（編曲・プログラミング・キーボード）
- 「邪魔しないで Here We Go!」（編曲・プログラミング・キーボード）
- 「ジェラシー ジェラシー (Album Version)」（編曲・プログラミング・キーボード）
- 「ロマンスに目覚める妄想女子の歌」（編曲・プログラミング・キーボード）
- 「私のなんにもわかっちゃない」（編曲・プログラミング・キーボード）
- 「Style of my love」（編曲・プログラミング・キーボード）
- 「青春Say A-HA」（編曲・プログラミング・キーボード）
- 「恋は時に」（編曲・プログラミング・キーボード）

モーニング娘。'18
- 「A gonna」（編曲・プログラミング・キーボード）
- 「自由な国だから」（編曲・プログラミング・キーボード）
- 「I surrender 愛されど愛」（編曲・プログラミング・キーボード）

モーニング娘。'19
- 「人生Blues」（編曲・プログラミング・キーボード）
- 「青春Night」（編曲・プログラミング・キーボード）

モーニング娘。'20
- 「KOKORO&KARADA」（編曲）
- 「ギューされたいだけなのに」（編曲）

モーニング娘。'21
- 「信じるしか!」（編曲）
- 「恋愛Destiny～本音を論じたい～」（編曲）
- 「よしよししてほしいの」（編曲）

モーニング娘。'22
- 「Chu Chu Chu 僕らの未来」（編曲）
- 「Happy birthday to Me!」（編曲）

モーニング娘。'23
- 「HEAVY GATE」（編曲）
- 「なんざんしょ そうざんしょ」（編曲）
- 「Wake-up Call 〜目覚めるとき〜」（共作曲・編曲）（作曲は星部ショウと共同）

モーニング娘。'24
- 「最KIYOU」（作曲・編曲）
- 「勇敢なダンス」（編曲）
- 「「恋人」」（編曲）

モーニング娘。'25
- 「明るく良い子」（編曲）

ロージークロニクル
- 「CHOちょこっとロッケンロール」（編曲）
- 「8bit片想い」（作曲・編曲）
- 「薔薇より美しい人生」（作曲・編曲）

### アーティスト
相坂優歌
- 「瞬間最大me」（編曲）

AiM
- 「My Tomorrow」（作曲・編曲）
- 「Days -愛情と日常-」（共作曲・編曲・キーボード・シンセイサイザー）（作曲はうらんと共作）
- 「Let's Get Dream!」（共編曲・キーボード・シンセイサイザー）（編曲は田光マコトと共作）

i☆Ris
- 「ハートビート急上昇」（編曲）

秋山久美
- 「Proceed」（作曲）

浅見ユウコ
- 「夢、ひとひら」（作曲）

アップアップガールズ（2）
- 「かかって来なさい」（編曲）
- 「We are Winner!」（編曲）

亜米ジング
- 「My Dream」（編曲）
- 「Dearest Love」（作曲・編曲）

井口裕香
- 「sink」（編曲）
- 「Shining Star-☆-LOVE Letter (Summer ver.)」（編曲）
- 「さらば29」（編曲・プログラミング・キーボード）
- 「おやすみなさい」（編曲）

石川綾子
- 「ガーネット」（編曲）
- 「そばかす」（編曲）
- 「リベルタンゴ」（編曲・プログラミング・キーボード）
- 「『BELIEVE』」（編曲・プログラミング・キーボード）

石田燿子
- 「Love Repair」（作曲）

イヤホンズ
- 「光の先へ」（作曲・編曲）

入野自由
- 「Joyful」（作曲・編曲）

A応P
- 「Another World」（編曲）

A.B.C-Z
- 「DANGER-DANGER」（編曲）

exige
- 「Believe yourself」（編曲）

S-Spot
- 「Submarine Submarine」（作曲）

江川めぐみ
- 「JIRENMA」（作曲・編曲）

N's
- 「無敵のLOVE&PEACE!」（作曲・編曲）
- 「薔薇されたいっ」（作曲・編曲）
- 「4989 09（四苦八苦レスキュー）」（作曲・編曲）
- 「White love」（編曲）
- 「クリスマスをやめないで!」（作曲・編曲）
- 「ス、キ、ダ、カ、ラ、ダ、カ、ラ」（作曲・編曲）

エラバレシ
- 「もうなんなの!? 私」（編曲）

ELISA
- 「Dear My Friend -まだ見ぬ未来へ-」（編曲）
- 「Special "ONE"」（編曲）
- 「Invisible Message」（編曲）
- 「そばにいるよ」（編曲）
- 「REALISM」（編曲）
- 「Sign -約束の鐘-」（編曲）
- 「君をのせて」（編曲）
- 「Absolute Perfection」（編曲）
- 「STONE CIRCLE」（編曲）
- 「prologue of AS LIFE」（編曲）
- 「Shout my heart」（編曲）
- 「LIFE」（編曲）
- 「in mind」（編曲）
- 「もののけ姫」（編曲）
- 「Ark」（編曲）
- 「Time to Say Goodbye」（編曲）
- 「TUNE IN PROMISE」（編曲）
- 「愛・おぼえていますか」（編曲）

及川光博
- 「フィアンセになりたい 〜ハリネズミのジレンマ〜」（編曲）

大谷育江
- 「RISE 〜私がいる〜」（作曲・編曲）

大森靖子
- 「POSITIVE STRESS」（編曲）
- 「非国民的ヒーロー」（編曲）
- 「イミテーションガール」（編曲）
- 「超新世代カステラスタンダードMAGICマジKISS」（編曲・サウンドプロデュース）
- 「少女漫画少年漫画」（編曲・サウンドプロデュース）
- 「PERSONA」（編曲）
- 「14才のおしえて（セルフカバー版）」（編曲）
- 「LADY BABY BLUE（セルフカバー版）」（編曲）
- 「CUNNING HEEL」（編曲）
- 「ANTI SOCIAL PRINCESS」（編曲）
- 「小悪魔的ッ☆相当キレてる」（編曲）
- 「ミス・フォーチュンラブ」（編曲）

小片リサ
- 「Far away」（編曲）
- 「ちいさな世界」（編曲）

岡本信彦
- 「シンジルココロ」（編曲）
- 「Want you」（編曲）

小倉唯
- 「PON de Fighting!」（作曲・編曲）
- 「パンドラ♡ショコラ」（編曲）
- 「Tinkling Smile」（編曲・ストリングスアレンジ）
- 「thx!!」（CHI-MEYと共編曲）
- 「Honey♥Come!!」（編曲・ストリングスアレンジ）
- 「FUN FUN MERRY JAM」（編曲・ストリングスアレンジ）
- 「Get over」（ストリングスアレンジ）
- 「Sing-a-ling-a-Harmony」（編曲・ストリングスアレンジ）

KAT-TUN
- 「春夏秋冬」（編曲）
- 「PROMISE SONG」（編曲）

金元寿子
- 「青春Traveler」（編曲）

Kis-My-Ft2
- 「最後もやっぱり君」（編曲）

喜多村英梨
- 「月詠ノ詩」（ストリングスアレンジ）

キャナァーリ倶楽部
- 「ダイスッキ!」（編曲）
- 「Rainy 〜雨に打たれて〜」（編曲・プログラミング）

King & Prince
- 「マホロバ」（編曲）

CooRie
- 「あなたと言う時間」（編曲）
- 「メロトロン」（編曲）
- 「暁に咲く詩」（編曲）
- 「月明かりセレナード」（編曲）
- 「いろは」（編曲）
- 「君にヘッドフォン」（編曲）
- 「水玉」（編曲）
- 「優しさは雨のように」（編曲）
- 「僕たちの行方」（編曲）
- 「パルトネール」（編曲）
- 「Thank you for the Music」（編曲）
- 「IF:この世界で」（編曲）
- 「ALIVE」（編曲）
- 「星屑のサラウンド」（編曲）
- 「闇に咲く星のように」（編曲）
- 「めぐり愛逢い」（編曲）
- 「夢想庭園」（編曲）
- 「小さな手紙」（編曲）
- 「えんぴつ」（編曲）
- 「いたずらな雨」（編曲）
- 「バスタブルース」（編曲）
- 「記憶ラブレター」（編曲）
- 「ウソツキ」（編曲）
- 「桜の羽根 〜Endless memory〜」（編曲）
- 「Listen」（編曲）
- 「Imagination Market」（編曲）
- 「雨上がりの君のもとへ」（編曲）
- 「想い出に変わるまで」（編曲）
- 「幸せになるために」（編曲）
- 「金色の風景」（編曲）
- 「風をあつめて 〜CooRie Bossa Mix Version〜」（編曲）
- 「My Dearest」（編曲）
- 「桜風」（編曲）
- 「Heavenly Days」（編曲）
- 「君が望む永遠」（編曲）
- 「優しいさよなら」（編曲）
- 「一つの未来」（編曲）

Cool As Ice
- 「GROWING OUT!」（作曲）

倖田來未
- 「Till Morning Comes」（作曲）

kozue
- 「明日の声」（作曲・編曲）

GOLD RUSH
- 「キミサンバ」（編曲・プロデュース）

榊原ゆい
- 「恋する記憶」（作曲・編曲）

佐咲紗花
- 「恋さくミライ」（作曲・編曲）

さだまさし
- 「パスワード シンドローム」（ナオト・インティライミと共編曲）
- 「きみのとなりに」（ナオト・インティライミと共編曲）

佐藤聡美
- 「追憶の果実」（編曲・ストリングスアレンジ）

佐藤優樹
- 「愛のサバイバー」（編曲）

Suara
- 「光の季節」（編曲）
- 「なみだぐも」（作曲・編曲）

Juliet
- 「誓いのうた」（編曲）

鈴村健一
- 「CHRONICLE」（ストリングスアレンジ）

スフィア
- 「Joyful×Joyful」（編曲）

Ceui
- 「敏感な風景」（作曲・編曲）

ZOC（METAMUSE）
- 「SHINEMAGIC」（編曲）
- 「LiBiDo FUSION」（編曲）
- 「濃厚接触」（編曲）
- 「わがままぱじゃま」（編曲）
- 「乙女の心臓（METAMUSE名義）」（編曲）
- 「バズりすぎて草www（METAMUSE名義）」（編曲）
- 「ハッピーエンド延長戦（METAMUSE名義）」（編曲）
- 「いちご完全犯罪（METAMUSEMAPA名義）」（編曲）
- 「猫の国（METAMUSEMAPA名義）」
- 「QUEEN OF TONE」（編曲）
- 「CRUSH ALONE」（編曲）

竹達彩奈
- 「OH MY シュガーフィーリング!!」（編曲・プログラミング）

Task have Fun
- 「3WD（2020 Remix）」（編曲）
- 「ちょく胸にフォルテシモ」（編曲）

谷本貴義
- 「君にこの声が 届きますように」（作曲・編曲）

田村ゆかり
- 「夢見月のアリス」（作曲・編曲）
- 「コハクノウタ*目覚め*」（作曲・編曲）
- 「AMBER 〜人魚の涙〜」（作曲・編曲）
- 「惑星のランデブー」（編曲）
- 「最果ての森」（編曲）
- 「コハクノウタ*祈り*」（作曲・編曲）
- 「片想いルーレット」（作曲）
- 「未来パラソル」（編曲・キーボード）

知念里奈
- 「Just Believe」（作曲）
- 「Give me your love」（作曲）

千葉紗子
- 「トゥインクル☆スター」（作曲・編曲）

茅原実里
- 「IDENTITY」（編曲）
- 「Dears 〜ゆるやかな奇跡〜」（編曲）
- 「Cynthia」（編曲）
- 「夏を忘れたら」（編曲）
- 「Fairy Tune」（編曲）
- 「光」（編曲）
- 「everlasting...」（編曲）
- 「サクラピアス」（渡辺和紀と共編曲）

超特急
- 「Drive on week」（作曲・編曲）

辻希美
- 「おしりかじり虫」（編曲）
- 「アンパンマンのマーチ」（編曲）
- 「私がオバさんになっても」（編曲）

土屋亜有子
- 「あと少し…」（編曲）
- 「君だから」（作曲・編曲）
- 「並木道のメモリー」（作曲）
- 「memories」（作曲）
- 「永遠に…Love Forever」（作曲・編曲）
- 「たとえばきっと」（作曲・編曲）

ナオト・インティライミ
- 「カーニバる⤴︎?」（プログラミング・キーボード）
- 「風になれ」（編曲）
- 「テキナビート」（編曲）
- 「HOT! HOT!」（編曲）
- 「Oh! My destiny」（ナオトと共編曲）
- 「こっちへおいで」（ナオトと共編曲）
- 「WA WA WA」（ナオトと共編曲）
- 「LA RUMBA」（ナオトと共編曲）
- 「おまかせピーターパン」（編曲・ブラスアレンジ）
- 「DON-PACHI」（編曲）
- 「Adventure」（ナオトと共編曲）
- 「TOWA」（ストリングスアレンジ）
- 「ラフラフ」（ナオトと共編曲・ブラスアレンジ）
- 「Yeah!」（ナオトと共編曲）
- 「ガムシャララ」（ナオト・インティライミと共編曲）
- 「ナイテタッテ」（ナオトと共編曲・ブラスアレンジ）
- 「しあわせになるために」（編曲・ストリングスアレンジ）
- 「Unbelivable」（編曲）
- 「introduction 〜Do whatcha wanna〜」（ミトカツユキと共編曲）
- 「Ballooooon!!」（編曲）
- 「Tiya」（ナオトと共編曲）
- 「Bamboo jam step」（ナオトと共編曲）
- 「RUN RUN RUN」（ナオトと共編曲）
- 「Just let it go」（ナオトと共編曲）
- 「Ole!」（編曲）
- 「いつかきっと」（ナオトと共編曲・ストリングスアレンジ）
- 「てのひら」（ナオトと共編曲・ストリングスアレンジ）
- 「未来へ」（ナオトと共編曲・ストリングスアレンジ）
- 「Caliente」（ナオトと共編曲）
- 「Overflows 〜言葉にできなくて〜」（ナオトと共編曲）
- 「Wonderful!」（編曲）
- 「Hare-Hare Parade」（編曲）
- 「夢のありか」（ナオトと共編曲・プログラミング）
- 「半信半疑」（編曲）
- 「ハイビスカス」（ナオトと共編曲・キーボード・プログラミング）
- 「しおり」（編曲・キーボード・プログラミング）
- 「My Great Days」（ナオトと共編曲・キーボード・プログラミング）
- 「Eraser」（編曲・キーボード・プログラミング）
- 「セーフティーゾーン」（ナオトと共編曲・キーボード・プログラミング）

中山静香
- 「星に願いを」（作曲）

中原麻衣
- 「ロマンス」（編曲）
- 「木の葉日和」（編曲）
- 「一雫」（編曲）
- 「エチュード」（編曲）
- 「selfish girl」（編曲）
- 「ふたりぼっち」（編曲）
- 「モノクローム」（編曲）
- 「宿題」（編曲）
- 「小さな傘」（編曲）
- 「瞬間ファンタジア」（編曲）
- 「GIRLY*GLORY」（編曲）
- 「ラストボーイフレンド」（編曲）
- 「ヒロイン」（編曲）
- 「あくび」（編曲）
- 「ナチュラル」（編曲）
- 「雨上がりのフィルム」（編曲）
- 「タイムラグ」（編曲）
- 「そばにいるよ」（編曲）

中原麻衣&清水愛
- 「秘密ドールズ」（作曲・編曲）
- 「苺摘み物語」（作曲・編曲）

NANA
- 「恋する神通力（ちから）」（作曲・編曲）

南里侑香
- 「Fun! Fun! ★ふぁんたじー」（編曲）
- 「Snow magic」（作曲・編曲）

新堀奈夕
- 「ミルキーウェイ」（作曲・編曲）

西内まりや
- 「ありがとうForever... 〜mellow ver.〜」（編曲）

NEWS
- 「ムラリスト」（編曲）

野川さくら
- 「君と私と想いの先へ」（編曲）
- 「CHANT!!」（編曲）

バクステ外神田一丁目
- 「プロデュース」（編曲）
- 「飛び立て! スターシップ」（編曲）
- 「バックステージpassのテーマ 〜推しはキミさ〜」（編曲）
- 「今夜も…」（編曲）
- 「I believe my heart」（編曲）
- 「愛飢えTake off!」（編曲）
- 「Winter romance」（編曲）
- 「乙女心の鍵」（編曲）
- 「WOI!」（編曲・プログラミング・キーボード）
- 「どんな時だって!」（編曲）
- 「女の子の不思議」（編曲）
- 「Good night blues」（編曲）
- 「ミラクルの秘訣」（編曲）
- 「HAPPY! 今日はなんだか忙し〜」（編曲）
- 「紙飛行機YEAH!」（編曲）

橋本みゆき
- 「微熱S.O.S!!」（編曲）
- 「to be continued」（作曲・編曲）
- 「シンフォニック・ラブ」（作曲・編曲）
- 「以心伝心 〜いつかきっと、だからきっと〜」（編曲）
- 「夢見るままに恋をして」（作曲・編曲）

早見沙織
- 「Secret」（編曲）
- 「レンダン」（編曲）
- 「Guide」（編曲[5]）
- 「はじまりの歌」（編曲[5]）

原田真純
- 「闇を越えて」（作曲・編曲）

P-chicks
- 「JUMP〜メイっぱい抱きしめて」（大八木弘雄と共編曲）

P丸様。
- 「登録者いらん愛くれ」（編曲）

平野綾
- 「星のカケラ」（齋藤真也と共編曲）

V6
- 「Feel your breeze (G.S.N version)」（家原正樹と共編曲）

飛蘭
- 「I don't know」（編曲）

VOX-IX
- 「Cruisin'」（作曲）

petit fleurs
- 「ミラフル**」（作曲・編曲）

mao
- 「夢をかなえてドラえもん」（編曲）

松田聖子
- 「哀しみのボート」（作曲）

まふまふ
- 「悪魔の証明」（編曲）

美郷あき
- 「モンタージュ」（作曲・編曲）
- 「Maple Love」（作曲・編曲）

水谷優子
- 「自転車」（作曲・編曲）

水野愛日
- 「キミが教えてくれたこと」（作曲・編曲）
- 「Still… 〜ちぎれそうな同窓会〜」（作曲・編曲）
- 「東京カーニバル」（作曲・編曲）

道重さゆみ
- 「エウロパ 〜むかしむかし」（作曲・編曲）
- 「再生 〜わたしはここにいるわ〜」（作曲・編曲）
- 「世界はシャボン玉みたいだ」（作曲・編曲）
- 「子守歌のように時間が流れる」（作曲・編曲）
- 「true love true real love」（編曲）
- 「わたしの答え」（作曲・編曲）
- 「SAYUMINGLANDOLLオープニングテーマ ～キラキラは1日にして成らず!～」（編曲）
- 「朝のfashion show」（編曲）
- 「自分に向かって、ウインクひとつ」（作曲・編曲）
- 「ありえない遊園地」（編曲）
- 「ダーリン、寂しいな」（編曲）
- 「キャンディーボックス」（作曲・編曲）
- 「EIGAをみてよ」（編曲）
- 「ガールズウォーク」（作曲・編曲）
- 「サンセットドライブ」（編曲）
- 「美味しい罠に気をつけて」（編曲）
- 「エンドレスナイト」（編曲）
- 「I'm only...so lonely lonely girl」（編曲）
- 「Loneliness Tokyo」（編曲）
- 「SHIBUYAのファビュラス」（編曲）
- 「めぐるまち」（編曲）
- 「キテレツかわいい」（編曲）
- 「バラバラWONDER」（作曲・編曲）
- 「シン・ジュク」（編曲）
- 「咲き誇れ」（作曲・編曲）
- 「ハイカラモダンガール」（編曲）
- 「あなたがいてほしい」（編曲）
- 「Help me!! (SAYUMINGLANDOLL ～東京～ Ver.)」（編曲）
- 「時空を超え 宇宙を超え (SAYUMINGLANDOLL ～東京～ Ver.)」（編曲）
- 「OK! 生きまくっちゃえ」（編曲）
- 「白い羽根」（編曲）
- 「Fantasyが始まる (Michishige Ver.)」（編曲）
- 「彼と一緒にお店がしたい! (Michishige Ver.)」（編曲）
- 「Let's go Yeah ～会えたらいいな～」（編曲）
- 「KILAi STAR LIGHT」（編曲）
- 「MY OWN LIFE!」（編曲）
- 「Sayutopia」（編曲）
- 「AGE1-ROOM」（編曲）
- 「I Have a Dream」（編曲）
- 「ラリルレロンリー・ルーム」（作曲・編曲）
- 「君の代わりは居やしない(SAYUMINGLANDOLL ～希望～ Ver.)」（編曲）
- 「瞬間Watcher」（編曲）
- 「WHO IS BABY」（編曲）
- 「笑顔の君は太陽さ(SAYUMINGLANDOLL～希望～ Ver.)」（編曲）
- 「DESTINY ～タピオカモード～」（編曲）
- 「DESTINY ～チヨコレイトモード～」（編曲）
- 「た・り・な・い❤LOVELY」（編曲）
- 「SAMSALA」（編曲）
- 「月に帰らないうさぎちゃん」（編曲）
- 「PINK FREEDOM(Album Edit)」（編曲）
- 「ダイスキ・フロンティア」（編曲）
- 「君だけの十字架」（作曲・編曲）
- 「少女予報」（編曲）
- 「ビューティフル・ドリーム」（編曲）
- 「Yeah My Miracle」（編曲）
- 「ばりかわよかROCK」（編曲）
- 「形而上的熱視線」（編曲）
- 「サユミミライ」（編曲）
- 「青空09」（編曲）
- 「ちーぎゅう♡」（編曲）
- 「True Name」（編曲）
- 「へゔんな人たちに捧げる歌」（編曲）
- 「フレンズレンズ」（編曲）
- 「オトメ・テイクオフ」（編曲）
- 「白いbeautiful」（編曲）
- 「好♡フルーツランド」（編曲）
- 「エキゾチック・フラワー」（編曲）
- 「アンカウンタブル・ユー」（編曲）
- 「キュン or NOT」（編曲）
- 「unknown cloud」（編曲）
- 「マインとパンゴー」（編曲）
- 「YES!最幸でしょ♡」（編曲）
- 「さゆみるふぃーゆ」（編曲）

皆川純子
- 「TRUTH」（作曲・編曲）
- 「日常未来」（作曲・編曲）

宮本佳林
- 「Lonely Bus」（編曲）
- 「一万光年スマイル」（共作曲・編曲）（作曲は星部ショウと共同）
- 「SUPER IDOL -Especial-(Single Ver.)」（編曲）

栗林みな実
- 「人魚姫」（編曲）
- 「風と星に抱かれて…」（編曲）
- 「桜時計」（ストリングスアレンジ）
- 「passage」（編曲）
- 「ふたりきりのプラネタリウム」（編曲）
- 「硝子の小瓶」（編曲）
- 「boyfriend」（編曲）
- 「絆」（編曲）
- 「eternity」（編曲）
- 「Still I love you… (surface ver.)」（編曲）

桃井はるこ
- 「Let me Love you -remix ver.-」（編曲）

山下智久
- 「カリーナ」（編曲）

弥生
- 「この愛の果てに」（作曲・編曲）
- 「さよならのために」（作曲・編曲）

ゆいかおり
- 「ゆびきりCalendar」（ストリングスアレンジ）
- 「恋するストール」（編曲・ストリングスアレンジ）
- 「Intro Situation」（ストリングスアレンジ）
- 「MIRRORING DESIGNS」（作曲・編曲）
- 「NEO SIGNALIFE」（編曲）
- 「in Wonderful Wonder」（編曲）
- 「B Ambitious!」（編曲）

結城アイラ
- 「colorless wind」（作曲・編曲）
- 「恋しかなかった」（作曲・編曲）
- 「見上げるあの空で」（編曲）
- 「吐息Scarlet...」（作曲・編曲）

ゆうまお
- 「みちしるべ」（編曲）
- 「ソングライダー」（編曲）
- 「君のもとへ」（編曲）
- 「キミのためにできること」（編曲）
- 「鍵盤より愛をこめて」（編曲）

yozuca*
- 「Chime to you」（編曲）
- 「宝物」（編曲）
- 「恋愛スケッチ」（ストリングスアレンジ）
- 「Dear your mind」（編曲）
- 「ハッピーバスケット」（ストリングスアレンジ）

yozurino*
- 「BELIEVE」（編曲）

ラストアイドル
- 「夜中 動画ばかり見てる…」（編曲・プログラミング・キーボード）

LoVendoЯ
- 「ぶっぱなせ! Baby,I Love Ya!」（編曲・プログラミング・キーボード）

rino
- 「僕はここにいる」（作曲・編曲）
- 「約束の星」（作曲・編曲）
- 「Spring has come」（編曲）
- 「Chime to you」（編曲）
- 「宝物」（編曲）
- 「夕顔とオレンジ雲」（編曲）
- 「闇に揺れる陽だまり」（編曲）
- 「アンダンテ」（編曲）
- 「胸に散る時の葉」（編曲）
- 「Eternal love 〜眩しい季節〜」（編曲）
- 「Faraway」（編曲）

riya
- 「ディアノイア」（作曲・編曲）

LinQ
- 「ハレハレ☆パレード」（ナオト・インティライミと共編曲・ブラスアレンジ）

Luce Twinkle Wink☆
- 「1st Love Story」（作曲・編曲・プログラミング・キーボード）
- 「恋のprologue*」（作曲・編曲）

LADYBABY
- 「bite me」（編曲）

ロッカジャポニカ
- 「SPARKLE TOUR!!」（編曲）

RO-KYU-BU!
- 「だいすき♥コネクション」（作曲・編曲）
- 「カミサマコンニチワンバウンド」（編曲）

WILD PEACH
- 「HOLD ON」（編曲）
- 「プリズナー」（編曲）

和田光司
- 「風」（作曲）
- 「Daybreak」（編曲）

渡辺美優紀
- 「夕暮れセンチメンタル」（編曲）

### アニメ・ゲームソング
アイ★チュウ
- 「刹那のマシェリ」（作曲・編曲）

アイドルマスター ミリオンライブ!
- 「U・N・M・E・I ライブ -MR remix-」（編曲）
- 「恋のWa・Wo・N」（作曲・編曲）

あかほり外道アワーらぶげ
- 「熱唱!! らぶげナイトフィーバー」（編曲）

アクセル・ワールド
- 「ミツケタモノ」（編曲）
- 「陽だまりライム」（編曲）

アリソンとリリア
- 「空になる翼」（編曲）

アンジェリーク エトワール
- 「5分間のHistory」（編曲）

異世界はスマートフォンとともに。
- 「Another World」（編曲）

イナズマイレブン
- 「そよかぜドリーム」（編曲）
- 「君だから。」（編曲）

いちご100%
- 「ココロカプセル」（編曲）

おとぎ銃士 赤ずきん
- 「夢咲きGarden」（作曲・編曲）
- 「君のポケットの中」（編曲）

お兄ちゃんのことなんかぜんぜん好きじゃないんだからねっ!!
- 「アリアリ未来☆」（作曲・編曲）

おねがいマイメロディ すっきり♪
- 「ジングル・ベル」（編曲）
- 「ママがサンタにキッスした」（編曲）

がくえんゆーとぴあ まなびストレート!
- 「100カラットジュエル☆」（作曲・編曲）

かしまし 〜ガール・ミーツ・ガール〜
- 「コンパス 〜笑顔の行方〜」（編曲）
- 「半分」（編曲）

神のみぞ知るセカイ
- 「コイノシルシ from Kanon」（編曲）
- 「口笛ジェット」（編曲）
- 「アイノヨカン from Haqua」（編曲）
- 「A Brand New World God Only Knows」（編曲）
- 「ウラハラブ」（編曲）
- 「想いはRain Rain」（編曲）
- 「恋に落ちたサンタ」（編曲）
- 「プラチナ」（編曲）
- 「愛・おぼえていますか」（編曲）
- 「dis-」（編曲）
- 「微熱ルネサンス」（編曲）

仮面のメイドガイ
- 「それがこの俺メイドガイ」（編曲）
- 「乙女パニック」（作曲・編曲）
- 「Girly Talk」（編曲）
- 「ご奉仕フォーメーション」（作曲・編曲）

ガンパレード・マーチ 〜新たなる行軍歌〜
- 「闇を越えて」（作曲・編曲）

キディ・ガーランド
- 「Baby universe day」（編曲）

金色のコルダ2
- 「Bouquet 〜微笑みの花束〜」（作曲・編曲）

ケータイ少女
- 「white wish」（作曲・編曲）
- 「恋速ジェット」（編曲）

恋する天使アンジェリーク 〜心のめざめる時〜
- 「Brand-New World」（作曲・編曲）

極上生徒会
- 「Precious Moment」（編曲）
- 「ここにいるよ」（編曲）

Cosmic Baton Girl コメットさん☆
- 「おいでよ! 藤吉家 〜ツヨシくん、ネネちゃんのテーマ〜」（作曲・編曲）
- 「虹 〜ケースケのテーマ〜」（編曲）

ご注文はうさぎですか?シリーズ
- ご注文はうさぎですか?
  - 「Daydream café」（作曲・編曲）
  - 「日常デコレーション」（編曲）
  - 「色葉おしながき」（編曲）
  - 「麗しのShooting star」（作曲・編曲）
  - 「一匙のお姫さま物語」（作曲・編曲）
  - 「宝箱のジェットコースター」（作曲・編曲）
  - 「ぴょん’sぷりんぷるん」（作曲・編曲）
  - 「ハートぷるぷる事件です」（作曲・編曲）
  - 「ふわふわバルーンが飛び出した!」（作曲・編曲）

- ご注文はうさぎですか??
  - 「ノーポイッ!」（作曲・編曲）
  - 「WELCOME【う・さ!】」（作曲・編曲）
  - 「ハピハピ♪バースデイソング」（作曲・編曲）
  - 「本日は誠にラリルレイン」（作曲・編曲）
  - 「わーいわーいトライ!」（作曲・編曲）
  - 「お茶会物語」（作曲・編曲）

- ご注文はうさぎですか?? 〜Dear My Sister〜
  - 「セカイがカフェになっちゃった!」（作曲・編曲）

- ご注文はうさぎですか??~Sing For You~
  - 「しんがーそんぐぱやぽやメロディー」（作曲・編曲）

- ご注文はうさぎですか? BLOOM
  - 「天空カフェテリア」（作曲・編曲）
  - 「スキでスゴイになりたいな」（作曲・編曲）
  - 「魅惑のダイヤモンドティーカップ事件」（作曲・編曲）

金色のガッシュベル!!
- 「ドキドキDEこれ〜しょん」（作曲）
- 「光のプリズム」（作曲・編曲）
- 「優しさのチカラ」（作曲・編曲）
- 「ウマゴンロック」（作曲・編曲）
- 「ひだまりDIARY」（作曲・編曲）
- 「私はパティ」（作曲・編曲）
- 「ハートのコンパス」（作曲・編曲）
- 「ワカマカダンス」（作曲・編曲）
- 「LOVEファンファーレ」（作曲・編曲）

彩雲国物語
- 「風よ」（作曲）

さよなら絶望先生
- 「リリキュアGOGO!」（作曲・編曲）

マジカルハート☆こころちゃん
- 「「マジカルハートこころちゃん」のテーマ」（作曲・編曲）

スタミュ
- 「我ら、綾薙学園華桜会」（編曲）
- 「アヤナギ・ショウ・タイム」（作曲・編曲）
- 「スター・オブ・スター!」（編曲）
- 「uncontrol」（作曲・編曲）
- 「Everlasting Moon」（作曲・編曲）

宇宙をかける少女
- 「宇宙は少女のともだちさっ」（編曲）

大正野球娘。
- 「浪漫ちっくストライク。」（編曲）
- 「キミとJUMPING」（編曲）

D.C. 〜ダ・カーポ〜
- 「Lip to Love」（編曲）
- 「星降るティーカップ」（編曲）
- 「アイ・ウィル!」（編曲）
- 「そよ風のハーモニー」（編曲）
- 「サクラ色の笑顔」（作曲・編曲）

ちゅーぶら!!
- 「Choose Bright!!」（作曲・編曲）

デジタルモンスターシリーズ
- デジモンアドベンチャー02
  - 「ジングル・ベル」（編曲）
  - 「ママがサンタにキッスした」（編曲）

- デジモンテイマーズ
  - 「オーシャン・スマイル」（作曲・編曲）
  - 「ひとつのきもち」（作曲・編曲）

となグラ!
- 「Oh My ダーリン」（編曲）
- 「LOVEアラモード」（編曲）
- 「Thinking of you 〜petit bonheur〜」（作曲・編曲）
- 「大キライと好きの事情」（作曲・編曲）
- 「Smiling way」（編曲）

とらドラ!
- 「プレパレード」（作曲）
- 「コンプリイト」（作曲・編曲）
- 「√HAPPYEND」（作曲・編曲）

To LOVEる -とらぶる-
- 「へーーーーっくち! 〜ルン時々、レン〜」（作曲・編曲）
- 「恋とビキニと雨予報」（作曲・編曲）
- 「清廉潔癖女子。」（作曲・編曲）
- 「わたくしナンバーワン!!」（編曲）
- 「まんなかSensitive」（作曲・編曲）
- 「SWITCHんぐ!」（編曲）
- 「君らしくなきゃヤダよ!」（編曲）
- 「あっぷる・ぱにっく!?」（編曲）
- 「メロ・メロマンちっく」（作曲・編曲）
- 「リビングWars」（編曲）
- 「モ・モ・い・ろ・み・ご・ろ」（編曲）
- 「MORE&MORE」（編曲）
- 「そして君と恋をする from モモ」（編曲）
- 「甘い世界」（編曲）
- 「ラ・ラ・ラ・ライブフルっ!」（作曲・編曲）

乃木坂春香の秘密
- 「ときめき♥フォルテッシモ」（作曲・編曲）
- 「みっかみかにしてあげる♥」（編曲）
- 「誘惑ヴァイオレット」（編曲）

爆転シュート ベイブレード
- 「OH YES!!」（作曲・編曲）

HAPPY★LESSON
- 「そばにいるわ 〜STANDING BY YOUR SIDE〜」（作曲）

パパのいうことを聞きなさい!
- 「Brilliant Days More POP RE-MIX」（編曲）

美少女戦士セーラームーンシリーズ
- 美少女戦士セーラームーンCrystal
  - 「真夜中secret talk」（作曲・編曲）

ヒャッコ
- 「学園生活」（編曲）

プリンセスコネクト!Re:Dive
- 「なかよしセンセーション」（作曲・編曲）

プリキュアシリーズ
- スマイルプリキュア!
  - 「きらきら」（編曲）
  - 「スマイル&スマイル」（編曲）

- ドキドキ!プリキュア
  - 「〜SONGBIRD〜」（編曲）
  - 「こころをこめて」（編曲）

- 映画 プリキュアドリームスターズ!
  - 「君を呼ぶ場所」（共作詞・作曲・編曲）（作詞は山崎寛子と共作）

舞-HiMEプロジェクト
- 舞-HiME
  - 「愛しさの交差点」（編曲）
  - 「ハピネス」（編曲）
  - 「Parade」（編曲）

- 舞-乙HiME
  - 「乙女はDO MY BESTでしょ?」（編曲）

魔法先生ネギま!シリーズ
- 魔法先生ネギま!
  - 「ハッピー☆マテリアル」（編曲）
  - 「おしえてほしいぞぉ、師匠」（作曲）
  - 「聖なる空の下で」（作曲・編曲）
  - 「1000%SPARKING!」（作曲・編曲）

- ネギま!?
  - 「いつだってLove&Dream」（作曲・編曲）
  - 「気まぐれ行進曲♪」（作曲）
  - 「Sugar Memory」（作曲）
  - 「Never give up!」（編曲）

- 劇場版 魔法先生ネギま! ANIME FINAL
  - 「Happy Sunshine」（編曲）

みなみけ
- 「経験値上昇中☆」（作曲・編曲）
- 「その声が聴きたくて」（作曲・編曲）
- 「経験値速上々↑↑」（作曲・編曲）
- 「シアワセ☆ハイテンション↑↑」（作曲・編曲・ストリングスアレンジ）
- 「急接近ラッキーDAYS featuring KANA」（編曲）
- 「過度の期待にご用心。」（編曲）
- 「Non Stop 全力宣言」（編曲）
- 「まかせてティーチャー」（作曲）
- 「ありがとサンキュ」（作曲・編曲）

ロウきゅーぶ!
- 「だいすきふわわ」（編曲）
- 「SHOOT!-No.4 MIX-」（編曲）
- 「ミライ☆シュート」（作曲・編曲）
- 「ほっこり日和」（作曲・編曲）
- 「下級生Groove!」（作曲・編曲）

わがまま☆フェアリー ミルモでポン!
- 「笑顔の花束」（作曲・編曲）
- 「大切なともだち」（作曲・編曲）
- 「恋のオーレ!」（作曲・編曲）
- 「スペシャ〜ル スマイルッ!」（作曲・編曲）
- 「微笑みの行方」（作曲・編曲）
- 「ナイス! ヒーロー参上 〜アフロ先生&超能力少年サトル&Pマン〜」（作曲・編曲）
- 「ふたりゴト」（作曲・編曲）
- 「kumo! cho! 讃歌」（作曲・編曲）
- 「ミルモとリルム♪ 愛のえかきうた」（編曲）
- 「マジカル☆ポ～ン!」（作曲・編曲）
- 「クローバー」（作曲・編曲）
- 「ビタミンLOVE」（作曲・編曲）
- 「なぞのほっぺ」（作曲・編曲）

## ディスコグラフィ

### 参加作品
| 発売日         | 商品名              | 歌                   | 楽曲                              | 備考 |
| -------------- | ------------------- | -------------------- | --------------------------------- | --- |
| 2002年12月21日 | 永遠に…Love Forever | 土屋亜有子、大久保薫 | 永遠に…Love Forever               | 台湾のcRO（RO仙境伝説）のテーマソング 発売はSHOWMAN'S その後は下記の台湾版シングル「摯愛永恆」に収録 台湾版の表題は「守候永恆的愛」 |
| 2004年1月4日   | 摯愛永恆            | 大久保薫、王思涵     | 「守候永恆的愛」 （中日多言語版） | 中国語が追加するの多言語バージョン 発売は台湾の智冠科技                                                                             |

## 劇伴作品
アニメ
- School Days（2007年）
- D.C.II 〜ダ・カーポII〜（2007年、菊谷知樹と共同）
- 仮面のメイドガイ（2008年）
- 宙のまにまに（2009年、CooRieと共同）[8]